# Chris Van Hollen
Christopher „Chris” Van Hollen, Jr. (ur. 10 stycznia 1959 w Karaczi w Pakistanie) – amerykański polityk, członek Partii Demokratycznej. W latach 2003–2017 był przedstawicielem ósmego okręgu wyborczego w stanie Maryland w Izbie Reprezentantów Stanów Zjednoczonych. Od 2017 jest Senatorem Stanów Zjednoczonych 3. klasy z Maryland.